# Pseudocode
Der Pseudocode ist ein Programmcode, der nicht zur maschinellen Interpretation, sondern lediglich zur Veranschaulichung eines Paradigmas oder Algorithmus dient. Meistens ähnelt er höheren Programmiersprachen, gemischt mit natürlicher Sprache und mathematischer Notation. Mit Pseudocode kann ein Programmablauf unabhängig von zugrunde liegender Technologie beschrieben werden. Er ist damit oft kompakter und leichter verständlich als realer Programmcode. Andererseits ist er formaler und damit klarer und weniger missverständlich als eine Beschreibung in natürlicher Sprache.

## Verwendung
Um einen Algorithmus zu verstehen, kann man ihn als Programm untersuchen. Das wird aber erschwert durch die Eigenheiten der Programmiersprache, vor allem ihrer Syntax. Zudem haben verschiedene Programmiersprachen unterschiedliche Syntaxen. Jede Formulierung als Programm in einer bestimmten Programmiersprache schließt alle Leser aus, die dieser Sprache nicht mächtig sind. Deshalb formuliert man den Algorithmus zwar ähnlich einem Programm, aber ohne auf eine bestimmte Programmiersprache einzugehen: in Pseudocode.
Pseudocode wird dann eingesetzt, wenn die Funktionsweise eines Algorithmus erklärt werden soll und Einzelheiten der Umsetzung in eine Programmiersprache stören würden. Ein typisches Beispiel sind die Felder, die etwa in Pascal von Eins an indiziert werden, in anderen Sprachen wie Java dagegen von Null an. In Lehrbüchern werden deshalb Algorithmen gelegentlich in Pseudocode wiedergegeben.
Man kann ein Programm durch Pseudocode spezifizieren. Das sollte allerdings eher vermieden werden, denn die Formulierung als Pseudocode ist bereits eine Programmiertätigkeit, die von der Konzentration auf die Anforderungen ablenkt.
Auch bei der Entwicklung von Algorithmen und der Umformung von Programmen (Programmtransformation, Refactoring) wird Pseudocode eingesetzt.

## Aussehen und Stilrichtungen
Pseudocode hat den Anspruch, intuitiv klar zu sein. Geeignete Metaphern aus der Umgangssprache geben einen Verfahrensschritt prägnant wieder, ohne dass dazu eine Erklärung nötig ist, zum Beispiel „durchlaufe das Feld a mit Index i“ oder „vertausche die Inhalte der Variablen x und y“. Solche Stilmittel verbessern die Übersicht.
Pseudocode kann sich in seinem Stil an eine bestimmte höhere Programmiersprache anlehnen, zum Beispiel an Pascal oder an C. Ein an die Programmiersprache Java angelehnter Pseudo-Code nennt sich Jana. Im Pascal-Stil werden Schlüsselwörter wie begin, end, then, do, repeat, until benutzt. Im C-Stil werden stattdessen geschweifte Klammern {,} gesetzt und das Schlüsselwort then wird ausgelassen. Dieser Stil wird oft von Programmierern benutzt, die solche Sprachen verwenden. Beide Stile findet man in Lehrbüchern.
Die Blockstruktur wird gelegentlich auch nur durch Einrücken wiedergegeben.
Eine Liste häufig verwendeter Schlüsselwörter:
Module
- program Programmname ... end Programmname
- klasse Klassenname { ... }

Fallunterscheidungen
- if ... then ... else ... end if/exit
- wenn ... dann ... sonst ... wenn_ende
- falls ... dann ... falls_nicht ... falls_ende

Schleifen
- wiederhole ... solange/bis ... wiederhole_ende
- while ... do ...
- repeat ... until ...
- for ... to ... step Schrittweite ... next

Kommentare
- // kommentar
- # kommentar
- /* kommentar */

Definition von Funktionen
- function() ... begin ... end
- funktion() ... start ... ende

Zusicherungen
- assert
- jetzt gilt

## Beispiele

### Pseudocode im Stil von Pascal
```
program
 
Name
 
und
 
Kurzbeschreibung

   
LiesDatenStruktur

   
LiesDatenInhalt

    
...

   
if
 
DatenUnvollst
ä
ndig
 
then

      
FehlerMelden

      
exit

   
end
 
if

   
HauptstatistikBerechnen

   
ZusammenstellungBerechnen

   
Resultate
 
in
 
HTML
-
Datei
 
schreiben

end
 
program
 
Name

```

### Pseudocode im BuchAlgorithmen – Eine Einführung
Im Buch Algorithmen – Eine Einführung (englischer Originaltitel Introduction to Algorithms, übersetzt von Paul Molitor) werden Konventionen für einen Pseudocode definiert. Dabei werden keine Fehlerbehandlungen und andere Ausnahmen behandelt. Das folgende Beispiel (angelehnt an das erwähnte Buch:18) zeigt den Insertionsort-Algorithmus in dieser Pseudocode-Variante.
```
INSERTION
-
SORT
(
A
)

   
for
 
j
 
=
 
2
 
to
 
A
.
l
ä
nge

      
schl
ü
ssel
 
=
 
A
[
j
]

      
// Setze A[j] in das sortierte Teilfeld A[1 .. j - 1] ein

      
i
 
=
 
j
 
-
 
1

      
while
 
i
 
>
 
0
 
und
 
A
[
i
]
 
>
 
schl
ü
ssel

         
A
[
i
 
+
 
1
]
 
=
 
A
[
i
]

         
i
 
=
 
i
 
-
 
1

      
A
[
i
 
+
 
1
]
 
=
 
schl
ü
ssel

```

Es gelten in dieser Pseudocode-Variante folgende Konventionen:
- Einrückungen kennzeichnen die Blockstruktur. So werden im Beispiel die Zeilen 2 bis 9 der Prozedur INSERTION-SORT zugeordnet, die Zeilen 3 bis 9 der for-Schleife und die Zeilen 7 und 8 der while-Schleife.
- Feldelemente werden mit 1 beginnend durchnummeriert.

#### Schleifen
Es gibt die drei Schleifenkonstrukte:
- while-Schleife mit folgender Syntax:

```
while 
<
Bedingung
>

   <eingerückte Anweisung>*

```

- for-Schleife mit folgender Syntax:

```
for 
<
Initialisierung
>
 to|downto 
<
Endebedingung
>
 [by 
<
delta
>
]
   <eingerückte Anweisung>*

```

Die Laufvariable einer for-Schleife behält ihren Wert auch nach dem Durchlauf der Schleife. Sie enthält dann den Wert des letzten Schleifendurchlaufs. Bei for-Schleifen wird das Schlüsselwort to verwendet, wenn die Laufvariable in jedem Schleifendurchlauf um delta bzw. eins erhöht wird, oder das Schlüsselwort downto, wenn die Laufvariable bei jedem Durchlauf um delta bzw. eins verringert wird.
- repeat-until-Schleife mit folgender Syntax:

```
repeat
   <eingerückte Anweisung>*
until 
<
Endebedingung
>

```

#### Verzweigungen
Verzweigungen werden durch if-else gekennzeichnet:
```
if 
<
Bedingung
>

   <eingerückte Anweisungen im If-Teil>*
[else
   <eingerückte Anweisung im Else-Teil>*]

```

#### Sonstiges
- Kommentare werden durch // gekennzeichnet.
- Mehrfachzuweisung wie i = j = k werden von rechts nach links interpretiert: j = k und i = j
- Variablen sind ohne explizite Kennzeichnung immer nur lokal verwendbar.
- Auf Elemente in einem Feld wird über einen Index in eckigen Klammern zugegriffen: A[3] gibt das Element mit dem Index 3 zurück.
- Zusammenhängende Daten werden in Objekte gekapselt, auf deren Attribute mit dem Punktoperator zugegriffen werden kann, z. B. die Variablen Vorname und Nachname werden in ein Objekt Person gekapselt. Mit Person.Vorname kann auf das Attribut Vorname zugegriffen werden.
- Bei Prozeduraufrufen werden Basistypen als Werte übergeben ("call by value"), Objekte und Felder mit einer Referenz ("call by reference").
- Das Schlüsselwort return kennzeichnet das Ende einer Prozedur und kann einen optionalen Rückgabewert enthalten.
- Die Booleschen Operatoren „und“ und „oder“ sind träge Operatoren, das heißt für „x und y“ wird zunächst x ausgewertet. Wenn x falsch ist, wird y nicht mehr ausgewertet.
- Das Schlüsselwort error wird verwendet, wenn ein Fehler aufgetreten ist. Die Fehlerbehandlung übernimmt die aufrufende Prozedur und muss nicht weiter spezifiziert werden.

## Alternativen
Anstelle von Pseudo-Code können auch Ablaufdiagramme wie das Nassi-Shneiderman-Diagramm, das Jackson-Diagramm oder der normierte Programmablaufplan verwendet werden.